# Азербејџанско време
Азербејџанско време (енгл. Azerbaijan Time – AZT) је временска зона која се користи у Азербејџану. Једнака је временској зони UTC+4. Време у Азербејџану регулише Државни комитет за стандардизацију, метеорологију и патенте Азербејџана.
До 2015. године у Азербејџану је имплементирано летње рачунање времена (енгл. Azerbaijan Summer Time – AZST). AZST је одговарао временској зони UTC+5. Према одлуци Кабинета министара Републике Азербејџан од 17. фебруара 1997. године „О преласку територије Азербејџана на љетно и зимско рачунање времена“, у Азербејџану је сат помицан за један сат унапријед сваке посљедње недјеље у марту., и за један сат уназад сваке посљедње недјеље у октобру.
Љетно рачунање времена у Азербејџану је укинуто 27. марта 2016. одлуком Кабинета министара Републике Азербејџан.